# Imilac
Imilac – meteoryt żelazno-kamienny należący do pallasytów, znaleziony na pustyni Atakama w Chile w 1822 roku. Łączna masa meteorytu wynosi ok. 920 kg.
Okazy meteorytu Imilac przekazał Ignacy Domeyko, razem z okazami innego chilijskiego meteorytu – Vaca Muerta, w darze dla Uniwersytetu Jagiellońskiego oraz krakowskiej Akademii Umiejętności i zachowały się one na UJ oraz w Muzeum Geologicznego ING PAN (w tym ostatnim jest pięć fragmentów Imilac, w tym jeden o wadze 22,6 kg).